# Charles Barrois (géologue)
Pour les articles homonymes, voir Charles Barrois et Barrois (homonymie).
Charles Barrois, né le 21 avril 1851 à Lille et mort le 5 novembre 1939 à Sainte-Geneviève-en-Caux, est un géologue français, professeur à l'Université de Lille. Il est issu d'une famille de grands industriels du Nord de la France.

## Biographie

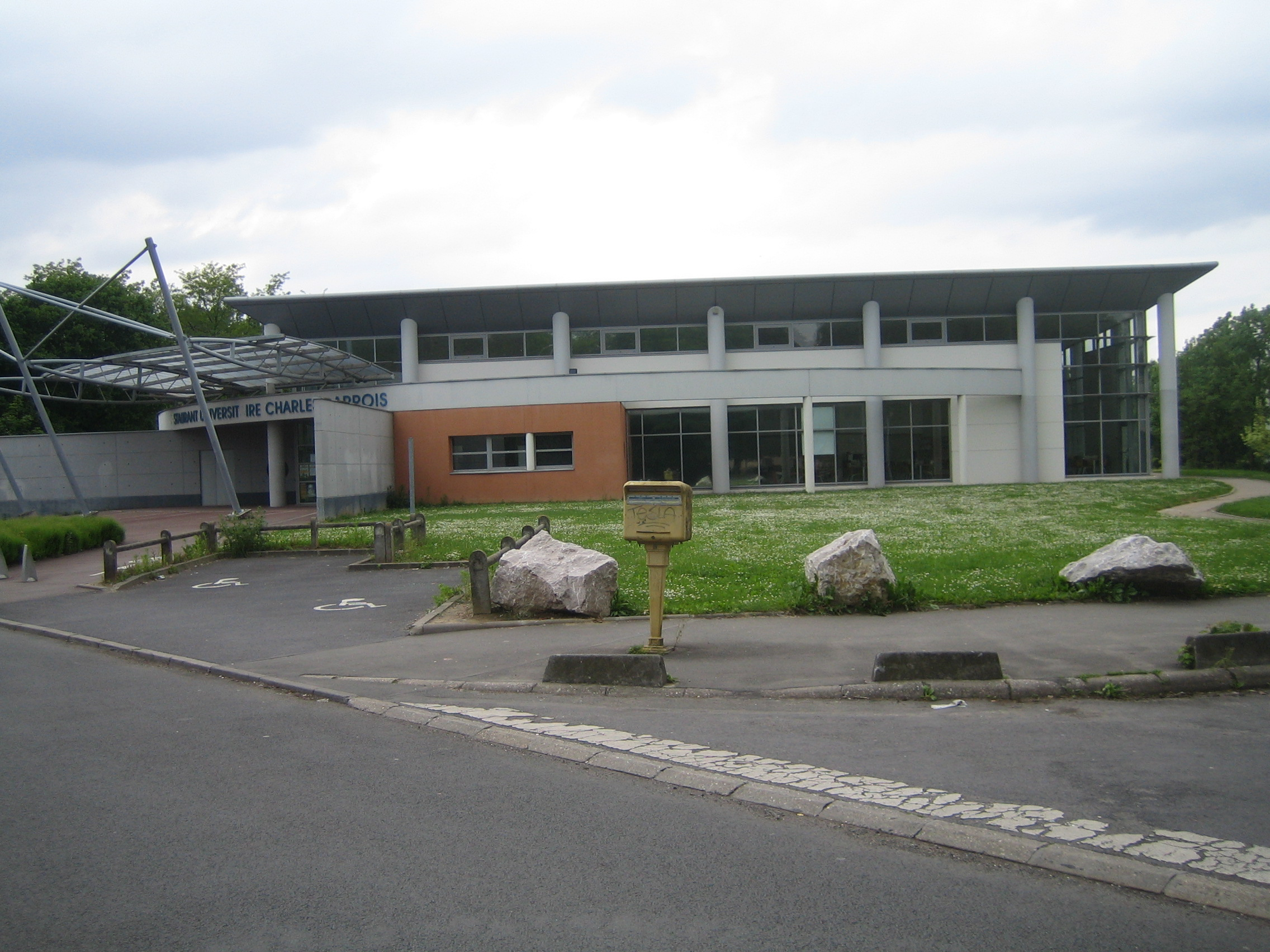
Le restaurant universitaire Charles Barrois, Villeneuve-d'Ascq.

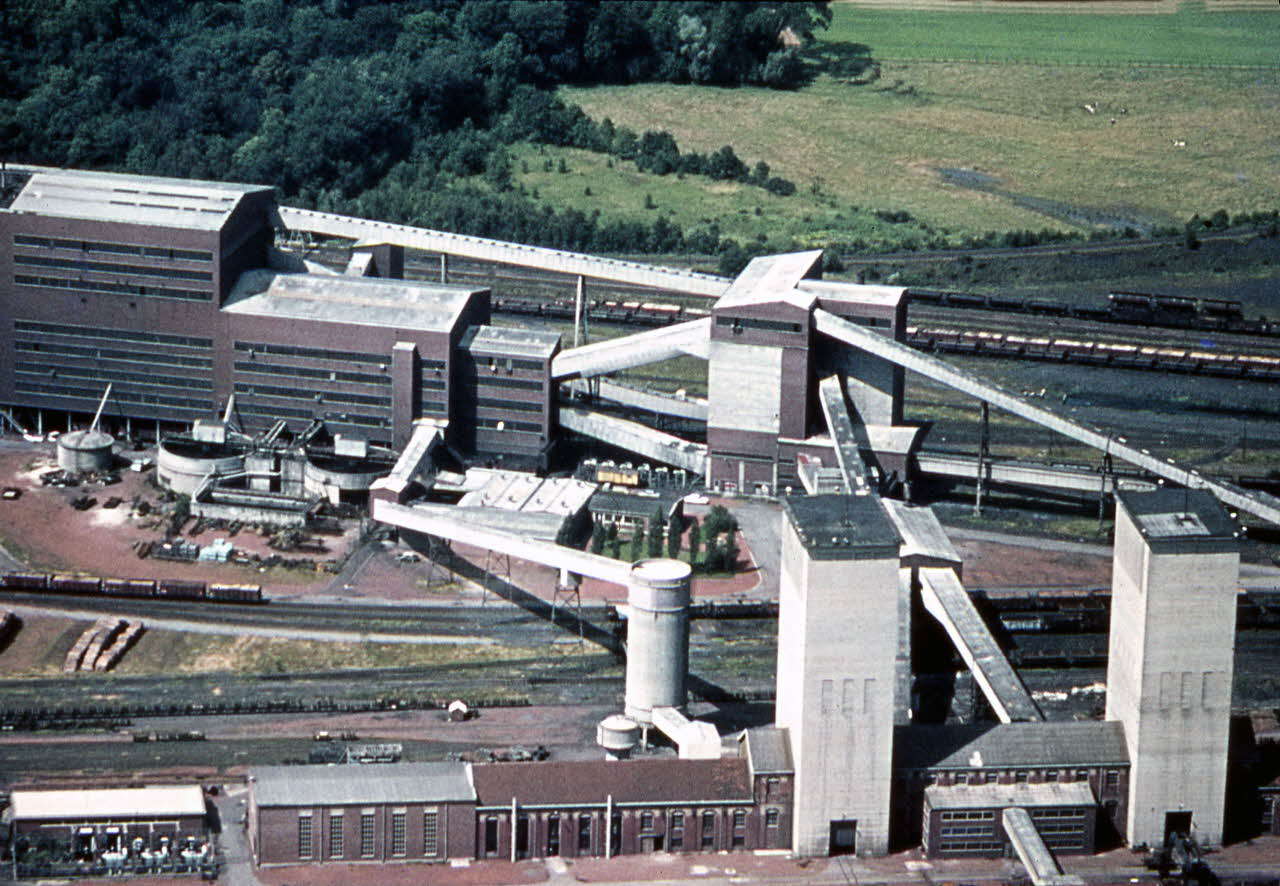
Vue aérienne de la fosse Barrois à Pecquencourt.

Charles Barrois étudie la géologie dans sa ville natale avec le professeur Jules Gosselet. Ses premiers travaux détaillés, Recherches sur le terrain Crétacé supérieur de l'Angleterre et de l'Irlande, paraissent dans les Mémoires de la société géologique du Nord en 1876. Les régions géologiques du groupe crayeux (en)  de Grande-Bretagne y sont pour la première fois situées avec précision. Ces résultats sont la base de travaux postérieurs qui confirment les principales caractéristiques mises en évidence par Charles Barrois. En 1876, il collabore au levé géologique de France et en 1878 il est nommé maître de conférences en géologie à l'Université de Lille. Il succède en 1902 à Jules Gosselet comme professeur sur la chaire de géologie qu'il occupe jusqu’à sa retraite en 1927.
Dans d'autres mémoires, entre autres sur les roches du Crétacé des Ardennes et du bassin d'Oviedo en Espagne, les calcaires d'Erbray du Dévonien, les roches Paléozoïque de Grande-Bretagne et du nord de l'Espagne et les roches granitiques et métamorphiques des Îles britanniques, Charles Barrois montre qu'il est un pétrologue accompli autant qu'un paléontologue et géologue de terrain.
Maîtrisant plusieurs langues et bénéficiant d'une aisance matérielle par le biais de sa famille, il effectue plusieurs séjours à l'étranger dans des universités en Grande-Bretagne, États-Unis et Allemagne.
Pionnier de la géologie du Massif armoricain, il va associer l'activité géologique de la Faculté lilloise à l'exploitation du bassin houiller du Nord et du Pas-de-Calais. Il est président de la Société géologique du Nord à six reprises. Ses élèves Louis Dollé, André Duparque et Pierre Pruvost ainsi que Paul Bertrand et Henri Douxami poursuivront ses travaux.
Le 5 mars 1903, il est nommé conservateur des collections géologiques du Musée d'histoire naturelle de Lille. Il est à l'origine de la création du Musée Houiller de Lille, inauguré en 1907, mettant en valeur les collections de paléobotanique du musée.
Il est inhumé au Cimetière de l'Est à Lille.

## Hommages et reconnaissance
Sa renommée s'étend en dehors du territoire français, il commence à être reconnu en Grande-Bretagne avant de l'être en France. En 1881, il est récompensé par la médaille Bigsby et en 1901 par la médaille Wollaston. Il devient membre de l'Académie des sciences en 1904. Il est fait chevalier de la Légion d'honneur en 1888 puis commandeur en 1923. Son frère est le zoologiste Jules Henri Barrois (1852-1943).
En 1931, la Compagnie des mines d'Aniche met en service la fosse Barrois à Pecquencourt, qui, après la nationalisation, est devenue un des sièges de concentration les plus modernes du bassin minier du Nord-Pas-de-Calais. L'église Saint-Charles de Montigny-en-Ostrevent, construite par la Compagnie des mines d'Aniche, est consacrée en son honneur à son saint patron.
Un restaurant universitaire de l'Université Lille 1 à Villeneuve-d'Ascq porte son nom ainsi que l'ancienne carrière Barrois située entre les villes de L'Hôpital (Moselle) et Freyming-Merlebach.

## Œuvres et publications
- Embryologie de quelques éponges de la manche, G. Masson (Paris), 1876, texte en ligne disponible sur LillOnum
- Mémoire sur le terrain crétacé des Ardennes et des régions voisines, Six-Horemans (Paris), 1878, texte en ligne disponible sur LillOnum
- Mémoires de la Société géologique du Nord. Tome 01-1, Société géologique du Nord (Lille), 1876, texte en ligne disponible sur LillOnum
- Mémoires de la Société géologique du Nord. Tome 02, Société géologique du Nord (Lille), 1882, texte en ligne disponible sur LillOnum
- Mémoires de la Société géologique du Nord. Tome 03, Société géologique du Nord (Lille), 1889, texte en ligne disponible sur LillOnum
- Faune du calcaire d'Erbray (loire-inférieure), Imp. L. Danel (Lille), 1889, texte en ligne disponible sur LillOnum
- Notice sur Fouqué (Ferdinand-André) 1828 - 1904. Imprimerie Cerf (Versailles), 1904, texte disponible en ligne sur LillOnum
- Observations sur le bassin houiller du Nord de la France, H. Vaillant-Carmanne (Liège), 1905, texte en ligne disponible sur LillOnum
- Carnet 1907 (carnet de terrain manuscrit avec des esquisses du géologue), 1907, Texte en ligne disponible sur LillOnum
- Carnet 1909 (carnet de terrain manuscrit avec des esquisses du géologue), 1909, Texte disponible en ligne sur LillOnum
- L'origine des roches détritiques du terrain houiller du Nord, 1909, texte disponible en ligne sur LillOnum
- Carnet 1913 (carnet de terrain manuscrit avec des esquisses du géologue), 1913, Texte en ligne disponible sur LillOnum
- Mémorial Henry de Dorlodot. Etablissement Fr. Ceuterick (Louvain), 1935, Texte disponible en ligne sur LillOnum